# Veliki Brebrovnik
Veliki Brebrovnik es un asentamiento disperso en las colinas gorice Slovenske al noreste de Ormož en el noreste de Eslovenia. La zona tradicionalmente pertenecía a la región de Estiria. Ahora se incluye en la región Podravska.
Hay una pequeña capilla en la carretera en la parte sur de la settlemet. Está dedicada a Nuestra Señora de Lourdes, fue construida en 1908.